# گرند پرینسس
گرند پرینسس (به انگلیسی: Grand Princess) یک کشتی است که طول آن ۲۸۹٫۸۶ متر (۹۵۱ فوت) و ارتفاع آن ۶۱٫۲۶ متر (۲۰۱ فوت) می‌باشد. این کشتی در سال ۱۹۹۸ ساخته شد.